# Nils Sjöblom
Nils Knutsson Sjöblom, född 14 december 1885 i Hyby församling i Malmöhus län, död 26 mars 1949 i Adolf Fredriks församling i Stockholm, var en svensk ombudsman för näringslivsorganisationer.
Efter mogenhetsexamen i Helsingborg 1904 samt affärs- och språkstudier i utlandet 1904–1906 var han tjänsteman i Skånska Handelsbanken 1906–1907, amanuens i Skånes Handelskammare 1907–1912, bedrev affärsverksamhet 1913–1921, var ombudsman och sekreterare i diverse karteller och andra näringsidkarkorporationer från 1922 och verkställande direktör i Smörjoljecentralen Importförening u. p. a. (sorterar under Statens Ind-kommission).
Han var skattmästare i Föreningen Nordens Stockholms-krets från 1941 samt ledamot av dess ekonominämnd och lotteristyrelse, styrelseledamot och sekreterare i Hälsingborgspojkarnas Gille i Stockholm och Svenska Filmklubben. Han var riddare av Vasaorden (RVO) och av Finlands Lejons ordens första klass (RFinlLOlkl).
Nils Sjöblom gifte sig 1914 med Tulli Tullberg (1890–1978). De hade barnen Bertil Sjöblom (1915–2005), löjtnant i Kustartilleriet, Kaj Sjöblom (1918–2003), ingenjör och löjtnant i Flygvapnets reserv, Nils-Ivar Sjöblom (1919–2011), löjtnant i Kustartilleriet, direktör (gift med Alice Babs), samt Tulli Sjöblom (1923–1959), skådespelare.